# Kailashpur
Kailashpur là một thị trấn thống kê (census town) của quận Saharanpur thuộc bang Uttar Pradesh, Ấn Độ.

## Nhân khẩu
Theo điều tra dân số năm 2001 của Ấn Độ, Kailashpur có dân số 9724 người. Phái nam chiếm 54% tổng số dân và phái nữ chiếm 46%. Kailashpur có tỷ lệ 53% biết đọc biết viết, thấp hơn tỷ lệ trung bình toàn quốc là 59,5%: tỷ lệ cho phái nam là 59%, và tỷ lệ cho phái nữ là 46%. Tại Kailashpur, 20% dân số nhỏ hơn 6 tuổi.